# Municipio Roma XIV
Il Municipio Roma XIV è la quattordicesima suddivisione amministrativa di Roma Capitale. Nato nel 1972 come Circoscrizione XIX, ha assunto il nome attuale con la delibera n.11 dell'11 marzo 2013 dall'Assemblea Capitolina.

## Storia
Istituito come 19ª Circoscrizione nel 1972, divenne Municipio il 31 marzo 2001, quando il Comune di Roma trasformò le Circoscrizioni in Municipi.
Fino ai primi anni del XX secolo la zona che ricade nel Municipio era scarsamente abitata e faceva parte dell'Agro Romano, con casupole sparse e piccoli insediamenti. A partire dagli anni 1920 cominciano le prime lottizzazioni a ridosso della Pineta Sacchetti e, successivamente, con la creazione della Borgata Primavalle, la zona si popola ulteriormente. Si sviluppa un'edilizia di cooperative private (Monte Mario e Ottavia), a cui si aggiungono via via piani urbanistici statali.

## Risorse
Nel Municipio sono presenti molte aree verdi, tra le principali abbiamo: la Riserva naturale dell'Insugherata, ridotta però di recente a favore di nuovi insediamenti urbani, il Parco regionale urbano del Pineto e il Monumento naturale Tenuta di Mazzalupetto - Quarto degli Ebrei.
Sono presenti il policlinico universitario Agostino Gemelli (con le sue facoltà di chirurgia e medicina), l'Ospedale San Filippo Neri, l'Ospedale "Cristo Re" e i padiglioni dell'ex manicomio provinciale Santa Maria della Pietà; alcuni dei padiglioni sono la nuova sede del municipio, una parte vengono usati per prestazioni sanitarie, mentre in altri era previsto l'insediamento di parte della Sapienza - Università di Roma. Nel marzo 2010 il CdA della Sapienza ha rinunciato a trasferire proprie strutture al Santa Maria della Pietà in quanto gli edifici previsti non furono liberati. Il S.Maria della Pietà è una Centralità Urbana del Piano Regolatore. Per questo, Il Comune di Roma ha approvato, nel luglio 2015, una Delibera (40/2015) che prevede la prevalente funzione socioculturale e turistica.

## Geografia antropica

### Urbanistica
Nel territorio del Municipio insistono le seguenti aree urbanistiche:
- Balduina, Quartaccio, Torresina, Selva Candida, Selva Nera e Torrevecchia

### Suddivisioni storiche
Nel territorio del Municipio insistono i seguenti comprensori toponomastici di Roma Capitale:
Quartieri
- Q. XIII Aurelio, Q. XIV Trionfale e Q. XXVII Primavalle.

Suburbi
- S. X Trionfale e S. XI Della Vittoria.

Zone
- Z. L Ottavia, Z. LI La Storta, Z. LIII Tomba di Nerone, Z. XLVIII Casalotti e Z. XLIX Santa Maria di Galeria.

### Suddivisioni amministrative
La suddivisione urbanistica del territorio comprende le otto zone urbanistiche dell'ex Municipio Roma XIX. La sua popolazione è così distribuita
| Municipio Roma XIV          | Municipio Roma XIV | Municipio Roma XIV | Municipio Roma XIV |
| Denominazione               | Superficie         | Abitanti           |                    |
| --------------------------- | ------------------ | ------------------ | ------------------ |
| 19A Medaglie d'Oro          | 4,76 km²           | 39 491             |                    |
| 19B Primavalle              | 4,18 km²           | 56 365             |                    |
| 19C Ottavia                 | 5,6 km²            | 15 365             |                    |
| 19D Santa Maria della Pietà | 9,97 km²           | 25 451             |                    |
| 19E Trionfale               | 3,6 km²            | 16 649             |                    |
| 19F Pineto                  | 1,65 km²           | 1 858              |                    |
| 19G Castelluccia            | 56,54 km²          | 29 607             |                    |
| 19H Santa Maria di Galeria  | 47,24 km²          | 3 638              |                    |
| Non localizzati             | –                  | 3 427              |                    |
| Totale                      | 133,55 km²         | 191 851            |                    |

### Frazioni
Nel territorio del Municipio insistono le seguenti frazioni di Roma Capitale:
- Monte dell'Ara-Valle Santa e Palmarola.

## Infrastrutture e trasporti
|  | È raggiungibile dalle stazioni di Appiano, Roma Balduina, Gemelli, Roma Monte Mario, Roma San Filippo Neri, Ottavia e Ipogeo degli Ottavi. |

Le principali vie del municipio sono: via Trionfale, via della Pineta Sacchetti, via Mattia Battistini, via di Torrevecchia, via Sebastiano Vinci, via Pietro Maffi, via Pietro Gasparri, via di Valle Aurelia, via di Casal del Marmo e viale delle Medaglie d'Oro.

Il Municipio, nella zona del suburbio Della Vittoria, è stato interessato per circa 3 anni dai lavori di costruzione della Galleria Giovanni XXIII, conclusosi nel dicembre del 2004, consentendo il collegamento veloce con la Tangenziale Est.

## Amministrazione
| Periodo | Periodo   | Primo cittadino   | Partito             | Carica     | Note  |
| ------- | --------- | ----------------- | ------------------- | ---------- | ----- |
| 2013    | 2016      | Valerio Barletta  | Partito Democratico | Presidente |       |
| 2016    | 2021      | Alfredo Campagna  | Movimento 5 Stelle  | Presidente | [ 8 ] |
| 2021    | In carica | Marco Della Porta |                     | Presidente |       |

## Sport

### Calcio
- A.S.D. Astrea (colori sociali Bianco Azzurro) che, nel campionato 2024-25, milita nel campionato maschile di Eccellenza.[11]
- A.S.D. Aurelia Antica Aurelio (colori sociali Bordeaux - Blu Bianco) che, nel campionato 2024-25, milita nel campionato maschile di Eccellenza.[12]
- S.S.D. Ottavia (colori sociali Azzurro Bianco) che, nel campionato 2024-25, milita nel campionato maschile di Eccellenza.[13]
- A.S.D. DuePiGrecoRoma (colore sociale Nero) che, nel campionato 2024-25, milita nel campionato maschile di Promozione.[14]
- A.S.D. Monte Mario (colori sociali Rosso Verde) che, nel campionato 2021-22, milita nel campionato maschile di Promozione.[15]

### Calcio a 5
- BRC Balduina Calcio a 5 che nel 2019-20 milita nel campionato femminile di serie A2.[16]

### Pallacanestro
- A.S.D. Romana Basket che, nella stagione 2022-23, milita nel campionato maschile di Serie D.[17]
- A.Dil. U.C. Basket Primavalle che, nella stagione 2022-23, milita nel campionato maschile di Promozione.[18]